# Astragalus sabetii
Astragalus sabetii är en ärtväxtart som beskrevs av Dieter Podlech och Maassoumi. Astragalus sabetii ingår i släktet vedlar, och familjen ärtväxter. Inga underarter finns listade i Catalogue of Life.